# Abdelkader Fréha
Abdelkader Fréha, de son vrai nom Abdelkader Feriha , né le 28 octobre 1942 à Oran, mort le 1er octobre 2012 à Oran, est un footballeur international algérien qui jouait au poste d'attaquant.
Il compte neuf sélections en équipe nationale entre 1965 et 1971.

## Biographie
Surnommé « tête d’or » ou « Béka », il était le buteur du MC Oran et de l'équipe d'Algérie dans les années 1960-1970. 
Il a terminé deux  fois meilleur buteur du Championnat d'Algérie de football avec le MC Oran en  1969 et 1971.
Le but international le plus célèbre de Fréha reste celui marqué en 1969 dans le match Algérie - Santos de Pelé au stade du 19 juin (actuellement Stade Ahmed Zabana).

## Palmarès

### Personnel
- Meilleur buteur de l'histoire du MC Oran avec 148 buts.
- Meilleur buteur du Championnat d'Algérie avec le MC Oran en 1969 et 1971 avec 15 buts.

### Club
- Championnat d'Algérie

Champion en 1971 avec le MC Oran.
Vice-champion en 1968, 1969 avec le MC Oran.
- Coupe d'Algérie

Vainqueur en 1975 avec le MC Oran.

## Statistiques Club
| Saison                | Club                  | Championnat           | Championnat | Championnat | Coupe(s) nationale(s) | Coupe(s) nationale(s) | Compétition(s) continentale(s) | Compétition(s) continentale(s) | Compétition(s) continentale(s) | Total | Total |
| Saison                | Club                  | Division              | M.          | B.          | M.                    | B.                    | Comp.                          | M.                             | B.                             | M.    | B.    |
| 1962-1963             | MC Oran               | 1                     | -           | -           | -                     | -                     | -                              | -                              | -                              | 0     | 0     |
| 1963-1964             | MC Oran               | 1                     | -           | 12          | 5                     | 3                     | -                              | -                              | -                              | 5     | 15    |
| 1964-1965             | MC Oran               | 1                     | -           | 7           | 1                     | 0                     | -                              | -                              | -                              | 1     | 7     |
| 1965-1966             | MC Oran               | 1                     | -           | 5           | 5                     | 4                     | -                              | -                              | -                              | 5     | 9     |
| 1966-1967             | MC Oran               | 1                     | -           | 9           | 3                     | 1                     | -                              | -                              | -                              | 3     | 10    |
| 1967-1968             | MC Oran               | 1                     | -           | 7           | 3                     | 3                     | -                              | -                              | -                              | 3     | 10    |
| 1968-1969             | MC Oran               | 1                     | -           | 15          | 6                     | 4                     | -                              | -                              | -                              | 6     | 19    |
| 1969-1970             | MC Oran               | 1                     | -           | 11          | 3                     | 4                     | -                              | -                              | -                              | 3     | 15    |
| 1970-1971             | MC Oran               | 1                     | -           | 15          | 4                     | 3                     | -                              | -                              | -                              | 4     | 18    |
| 1971-1972             | MC Oran               | 1                     | -           | 5           | 3                     | -                     | -                              | -                              | -                              | 3     | 5     |
| 1972-1973             | MC Oran               | 1                     | -           | 6           | 3                     | -                     | -                              | -                              | -                              | 3     | 6     |
| 1973-1974             | MC Oran               | 1                     | -           | 3           | 4                     | -                     | -                              | -                              | -                              | 4     | 3     |
| 1974-1975             | MC Oran               | 1                     | -           | 3           | 5                     | 1                     | -                              | -                              | -                              | 5     | 4     |
| 1975-1976             | MC Oran               | 1                     | -           | 10          | 2                     | -                     | -                              | -                              | -                              | 2     | 10    |
| 1976-1977             | MC Oran               | 1                     | -           | 13          | 2                     | -                     | -                              | -                              | -                              | 2     | 13    |
| 1977-1978             | USM Oran              | 2                     | -           | -           | -                     | -                     | -                              | -                              | -                              | 0     | 0     |
| Total sur la carrière | Total sur la carrière | Total sur la carrière | +150        | 121         | 49                    | 23                    | -                              | 6                              | 4                              | 205   | 148   |